# Cryptoloop
Cryptoloop — модуль шифрования устройства хранения в Linux, построенный на базе CryptoAPI, представлен версии 2.5.45 ядра Linux. Начиная с ядер версии 2.6 заменён dm-crypt — модулем для device mapper.
Cryptoloop может создавать зашифрованную файловую систему внутри раздела или из обычного файла в обычной файловой системе. Как только файл зашифрован, его можно перенести на другое запоминающее устройство. Это достигается с помощью устройства loop — псевдоустройства, которое позволяет установить нормальный файл, как если бы это было физическое устройство. Зашифровывая ввод-вывод для устройства цикла, все данные, к которым осуществляется доступ, сначала должны быть дешифрованы перед прохождением через обычную файловую систему; так же и в обратном порядке, любые сохраненные данные будут зашифрованы.
Cryptoloop уязвим для атак с водяными знаками, что позволяет определить наличие данных с водяными знаками в зашифрованной файловой системе:
Эта атака использует слабость в IV вычислении и знание того, как файловые системы размещают файлы на диске. Эта атака работает с файловыми системами с мягким размером блока 1024 или более. По крайней мере, ext2, ext3, ReiserFS и minix обладают таким свойством. Эта атака позволяет обнаружить наличие специально созданных файлов с водяными знаками. Файлы с водяными знаками содержат специальные битовые шаблоны, которые можно обнаружить без расшифровки.
При этом преемник cryptoloop — dm-crypt — при корректном использовании менее уязвим для этого типа атаки.